# The Hits & Beyond
The Hits & Beyond — сборник хитов австралийской певицы Данни Миноуг, выпущен лейблом All Around The World 19 июня 2006 года в Великобритании, и 7 августа в Австралии лейблом Central Station. К августу пластинка также появилась на прилавках музыкальных магазинов России, а ещё позднее — Новой Зеландии.

## Об альбоме
The Hits & Beyond состоит из 16 хитов и 4 новых танцевальных композиций. Эти четыре новых трека годом позже были включены в её альбом «Club Disco». Данный сборник включает в себя 16 самых успешных синглов Данни Миноуг за 15 лет её карьеры, начиная с первого сингла «Love & Kisses» и заканчивая последним, на тот момент, «So Under Pressure», а также 4 абсолютно новых песни: Love Fight, I Can’t Sleep At Night, Gone, Good Times. На момент выхода диска в продажу певица заочно причислила к числу хитов и сингл «So Under Pressure», который увидел свет всего лишь за неделю до релиза The Hits & Beyond. Тем не менее это не повлекло за собой никаких ошибок — сингл стал очередным клубным хитом младшей Миноуг.
Сборник хитов вышел в формате CD и двойным изданием CD + DVD. Для более поздних изданий/переизданий The Hits & Beyond рассматривалась возможность добавить к числу хитов сингл «He's The Greatest Dancer» (2007), но идея не получила продолжения из-за отказа Данни снимать клип на эту песню.

## Список композиций
1. «Put the Needle on It» (Radio edit) из альбома Neon Nights
2. «I Begin to Wonder» (Radio version) из альбома Neon Nights
3. «So Under Pressure» (Album version) позднее был включен в альбом Club Disco
4. «You Won't Forget About Me» (Vocal Radio edit) позднее был включен в альбом Club Disco
5. «All I Wanna Do» (Radio version) из альбома Girl
6. «This Is It» (7" version) из альбома Get Into You
7. «Don't Wanna Lose This Feeling» (Al Stones Radio Version) из альбома Neon Nights
8. «Baby Love» (Silky 70’s 7" Mix) из альбома Love and Kisses
9. «Everything I Wanted» (Radio edit) из альбома Girl
10. «Disremembrance» (Flexifingers Radio edit) из альбома Girl
11. «Jump to the Beat» (7" remix) из альбома Love and Kisses
12. «Love and Kisses» (Dancin' Danny D 7" remix) из альбома Love and Kisses
13. «Success» (Bruce Forest 7" remix) из альбома Love and Kisses
14. «Perfection» (Radio Edit) позднее был включен в альбом Club Disco
15. «Who Do You Love Now?» (Original Radio Edit) feat. Riva из альбома Neon Nights
16. «Love Fight»
17. «Sunrise»
18. «I Can't Sleep at Night»
19. «Gone»
20. «Good Times»

### БонусныйDVD
Бонусный DVD включен в двухдисковое издание «The Hits & Beyond» (CD+DVD).
1. «Love and Kisses»
2. «$ucce$$»
3. «Jump to the Beat»
4. «Baby Love»
5. «This is It»
6. «All I Wanna Do»
7. «Everything I Wanted»
8. «Disremembrance»
9. «Who Do You Love Now?»
10. «Put the Needle on It»
11. «I Begin to Wonder»
12. «Don’t Wanna Lose This Feeling»
13. «You Won’t Forget About Me»
14. «Perfection»
15. «So Under Pressure»
16. «I Can’t Sleep at Night»

## Мини-тур в поддержку сборника
| Дата             | Город  | Страна         | Концертная площадка |
| ---------------- | ------ | -------------- | ------------------- |
| Европа           |        |                |                     |
| Июнь 11, 2006    | Лондон | Великобритания | G-A-Y               |
| Июль 26, 2006    | Ивиса  | Испания        | Cafe Mambo          |
| Австралия        |        |                |                     |
| Август 17, 2006  | Сидней | Австралия      | Home Night Club     |
| Август 18, 2006  | Сидней | Австралия      | Home Night Club     |
| Европа           |        |                |                     |
| Oктябрь 17, 2006 | Лондон | Великобритания | G-A-Y               |
| Октябрь 23, 2006 | Лондон | Великобритания | G-A-Y               |

### Сет-лист

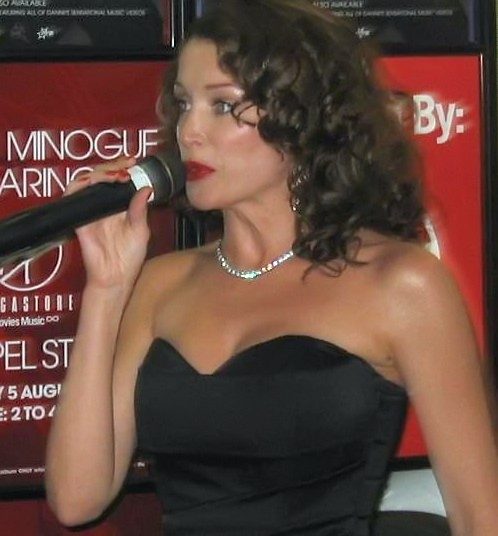
Промоакция в поддержку The Hits & Beyond, Мельбурн, Австралия, 2006 г.

1. «Вступление»  (содержит аккорды из «Disremembrance»)
2. «All I Wanna Do»
3. «You Won't Forget About Me»
4. «Don't Wanna Lose This Feeling» / «Into The Groove»
5. «Put The Needle On It»  (Remix — танцевальное вступление)
6. «Perfection»
7. «Love And Kisses» / «Baby Love»
8. «This Is It»
9. «Who Do You Love Now?»
10. «I Begin To Wonder»

### Интересные факты
- В конце лондонского шоу поклонников ждал сюрприз, сестра Данни Миноуг, Кайли, неожиданно появилась на сцене, вручила младшей сестре букет цветов и спела вместе с ней куплет из песни «Jump To The Beat». Появление иконы поп-музыки вызвало бурное восхищение публики. Кайли поздравила Данни и пожелала ей творческих успехов: «Я хочу поздравить свою младшую сестренку с выпуском нового замечательного диска. Она — такая молодец!».

## Позиции в чартах
Хотя, согласно официальному сайту Данни Миноуг, по всей Австралии было продано не менее 30 000 копий диска, The Hits & Beyond занял лишь 67 позицию в Национальном чарте, на следующей неделе потерял одну позицию, а потом вылетел из чарта.
| Чарты (2006)                  | Наивысшая позиция |
| ----------------------------- | ----------------- |
| UK Albums Chart               | 17                |
| Australian ARIA Albums Charts | 67                |
| Irish Album Chart             | -                 |
| European Top 100 Albums       | 72                |
| New Zealand Album Chart       | -                 |

## Продажи
| Страна         | Продажи |
| -------------- | ------- |
| Великобритания | 45,000+ |
| Австралия      | 30,000+ |